# Garra waterloti
Garra waterloti är en fiskart som först beskrevs av Pellegrin, 1935.  Garra waterloti ingår i släktet Garra och familjen karpfiskar. IUCN kategoriserar arten globalt som livskraftig. Inga underarter finns listade i Catalogue of Life.